# The Buried Treasure of Cobre
The Buried Treasure of Cobre è un cortometraggio muto del 1916 diretto da Frank Beal. Prodotto dalla Selig Polyscope Company su una sceneggiatura firmata dallo scrittore Richard Harding Davis, il film aveva come interpreti Harry Mestayer, Virginia Kirtley, Frank Clark, Will Machin, Lew Cody.

## Trama
Richard Everett, nominato ministro degli Stati Uniti ad Amapala, è incaricato dal Segretario di Stato, John Haydeu, di assicurare la firma del presidente Mendoza a un trattato per l'estradizione dei criminali. Ad Amapala, Everett viene presentato a Chester Ward e a sua sorella Monica. Il console statunitense lo informa che Ward è un ricco latitante che, con la protezione di Mendoza, ha ottenuto i diritti per esplorare le rovine di Cobre, dove, come si narra, si trova sepolto un tesoro. Il professor Peabody, un archeologo, chiede il permesso di esplorare anche lui le rovine, ma la sua richiesta, appoggiata da Everett e dal console Garland, viene rifiutata. Tra lui e Ward scoppia una sorta di guerra condita di accuse reciproche e Ward si assicura un piccolo esercito di soldati a guardia della propria concessione. Nel frattempo, Everett fallisce i suoi sforzi per far firmare a Mendoza il trattato di estradizione, ostacolato non solo da Ward, ma anche da un altro latitante, il colonnello Goddard. Quando Peabody decide di partire in ogni caso per Cobre, Monica cerca Everett, convinta com'è che l'archeologo possa essere ucciso da suo fratello. Partiti anche loro per Cobre, i due trovano tra le rovine una stanza segreta che si scopre essere una stamperia di denaro falso. Peabody, allora accusa Ward di essere in combutta con Mendoza e rivela di essere in realtà non un archeologo ma un agente dei servizi segreti inviato ad Amapala. Ward, disperato, si toglie la vita.

Messo alle strette a questo punto anche Mendoza, Everett lo costringe finalmente a firmare il trattato. Mentre Monica si prepara a partire da Amapala, viene raggiunta da Everett che le dichiara il suo amore e il non volerla lasciare mai più.

## Produzione
Il film fu prodotto dalla Selig Polyscope Company.

## Distribuzione
Distribuito dalla General Film Company, il film - un cortometraggio in una bobina - uscì nelle sale cinematografiche statunitensi il 3 gennaio 1916.

### Conservazione
Copia della pellicola, un positivo 35mm, è conservata negli archivi dell'International Museum of Photography and Film at George Eastman House.